# Arconte eponimo
L'arconte eponimo (in greco antico: ἐπώνυμος ἄρχων?, epónymos árchon; ἐπώνυμος è composto da ἐπί, "sopra", e ὄνομα, "nome", quindi si può tradurre come "che dà il nome") era uno dei nove arconti eletti annualmente nell'antica Atene.
Arconte (ἄρχων, pl. ἄρχοντες, arcontes) significa "governante" o "signore", è usato frequentemente come titolo di una specifica carica pubblica, mentre "eponimo" significa che dava il suo nome all'anno in cui occupava la carica, in modo simile alla datazione dei Romani per anni consolari.
Nell'Antica Atene, un sistema di nove arconti contemporanei si evolse, conducendo a tre diverse giurisdizioni sugli affari civici, militari e religiosi dello stato: i tre incaricati erano noti, rispettivamente, come arconte eponimo, arconte polemarco (in greco antico: πολέμαρχος?, "comandante") e arconte re (in greco antico: ἄρχων βασιλεύς?, "arconte re"). Gli altri sei erano i tesmoteti (in greco antico: θεσμοτέται?), ufficiali giudiziari.
In origine queste cariche erano occupate dalla classe ricca con elezioni ogni dieci anni. Durante questo periodo l'arconte eponimo era il magistrato in capo, il polemarco era il comandante delle forze armate e l'arconte re era responsabile di alcune disposizioni religiose cittadine e della supervisione di alcuni importanti processi nelle corti di giustizia. Dopo il 683 a.C. le cariche furono mantenute per un solo anno, che prese il nome dall'arconte eponimo.

## Contesto storico
L'arconte era il magistrato più importante in molte città greche, ma ad Atene c'era un concilio di arconti che esercitava una forma di potere esecutivo. Dal tardo VIII secolo a.C. ci furono tre arconti: l'arconte eponimo, il polemarco (sostituito nel 501 a.C. da dieci strateghi) e l'arconte re (le vestigia cerimoniali della monarchia ateniese). Queste posizioni erano occupate dall'aristocrazia (gli Eupatridi) per elezione ogni dieci anni. Durante questo periodo l'arconte eponimo era il magistrato in capo, il polemarco il comandante delle forze armate, l'arconte re il responsabile delle disposizioni religiose cittadine.
Dopo il 683 a.C. le cariche furono mantenute per un solo anno, che prese il nome dall'arconte eponimo. L'anno andava da luglio al giugno successivo. L'arconte eponimo era l'arconte più importante e presiedeva alle riunioni della Boulé e dell'Ecclesia, le assemblee dell'antica Atene. L'arconte eponimo restò il capo dello stato anche con la democrazia, nonostante con un'importanza politica molto ridotta. Sotto la riforma di Solone, egli stesso arconte eponimo nel 594 a.C., ci fu un breve periodo in cui il numero degli arconti salì a dieci. Dopo il 457 a.C. gli ex-arconti furono automaticamente nominati membri a vita dell'Areopago, nonostante quest'assemblea non fosse più molto importante politicamente.
Dal 487 a.C. uno degli arconti sorvegliò la procedura dell'ostracismo. Un processo a un arconte era a carico degli epíkletoi. Altri diritti degli arconti includevano la supervisione dei Giochi panatenaici e delle Dionisie

## Elenco degli arconti di Atene
Nella seguente lista degli arconti, gli anni in cui il nome dell'arconte è ignoto sono segnalati come tali. Gli anni indicati come "anarchia" vogliono intendere letteralmente che non ci furono arconti. Ci sono varie ricostruzioni contrastanti di elenchi; le fonti di questa lista sono indicate alla fine. Occorre precisare che la carica di un arconte durava due anni, cominciando in primavera o estate e continuando fino alla seguente primavera o estate. Il polemarco o gli strateghi, il basileus e i tesmoteti (i sei vice degli arconti) sono altresì indicati, quando conosciuti.

### Periodo arcaico

#### Arconti a vita
La più antica tradizione ateniese varia sull'esatta posizione di questo confine; esercitavano l'arcontato a vita, alcune volte indicato come "arcontato perpetuo" ed esercitavano i poteri sacrali della monarchia, come poi fece l'arconte re. La storicità di ognuno di questi elenchi antichi può essere ragionevolmente messa in dubbio da un principiante e idonea a differenti interpretazione, ma in cui non ci siano dubbi in quanto ai documenti storici. Aristotele indica che Medonte e Acasto potrebbero aver governato come re piuttosto che come arconti.
| Anno             | Arconte             | Altre informazioni rilevanti                            |
| ---------------- | ------------------- | ------------------------------------------------------- |
| 1068 – 1048 a.C. | Medonte (Μέδων)     | Primo governante dell'Attica dopo il Medioevo ellenico. |
| 1048 – 1012 a.C. | Acasto (Ἄκαστος)    | Troia VIIb2 è distrutta (ca. 1020 a.C.).                |
| 1012 – 993 a.C.  | Archippo            |                                                         |
| 993 – 952 a.C.   | Tersippo            |                                                         |
| 952–922 a.C.     | Forbante (Φόρβας)   | Troia VIIb3 è abbandonata (ca. 950 a.C.)                |
| 922 – 892 a.C.   | Megacle (Μεγακλῆς)  |                                                         |
| 892 – 864 a.C.   | Diogneto            |                                                         |
| 864 – 845 a.C.   | Pericle             | Omero compone l'Iliade e l'Odissea. (c. 850 a.C.)       |
| 845 – 825 a.C.   | Arifrone            |                                                         |
| 824 – 797 a.C.   | Tespieo (Θεσπιεύς)  |                                                         |
| 796 – 778 a.C.   | Agamestore          |                                                         |
| 778 – 755 a.C.   | Eschilo (Αἰσχύλος)  | Primi Giochi olimpici (776 a.C.)                        |
| 755 – 753 a.C.   | Alcmeone (Ἀλκμαίων) | Fondazione di Roma                                      |

#### Arconti decennali
Nel 753 a.C. l'arcontato perpetuo da parte degli Eupatridi (essenzialmente tiranni) fu limitato a 10 anni (gli "arconti decennali").
| Anno           | Arconte  | Altre informazioni rilevanti                                                                                |
| -------------- | -------- | --- |
| 753 – 743 a.C. | Carope   | A Roma, Romolo, il primo monarca della città, prende il potere.                                             |
| 743 – 733 a.C. | Esimide  | In Messenia comincia la prima guerra messenica.                                                             |
| 733 – 723 a.C. | Clidico  | Il diaulo è inserito tra le discipline olimpiche (724 a.C.)                                                 |
| 723 – 713 a.C. | Ippomene | |
| 713 – 703 a.C. | Leocrate | |
| 703 – 693 a.C. | Apsandro | Esiodo scrive la Teogonia (c. 700 a.C.).                                                                    |
| 693 – 683 a.C. | Erisia   | Il pugilato è aggiunto alle discipline olimpiche. (688 a.C.) È fondata la colonia di Calcedonia (685 a.C.). |

#### Arconti annuali
Dopo il 683 a.C. l'arcontato fu limitato a un anno. Gli arconti erano scelti dall'Areopago e risiedevano nel Pritaneo.
| Anno           | Arconte eponimo | Altri eventi ufficiali o correlati                                                                           |
| -------------- | --------------- | --- |
| 682 – 681 a.C. | Creonte         | Creonte è considerato dalle fonti antiche e dalle più moderne autorità il primo arconte annuale.             |
| 681 – 680 a.C. | Lisiade         | Menzionato nel Marmor Parium.                                                                                |
| 680 – 679 a.C. | Tlesia          | Pausania il Periegeta (IV.15.1) fa risalire l'inizio della seconda guerra messenica al suo arcontato.        |
| 679 – 671 a.C. | Sconosciuto     | |
| 671 – 670 a.C. | Leostrato       | |
| 670 – 669 a.C. | Sconosciuto     | |
| 669 – 668 a.C. | Pisistrato      | Pausania (II.24.7) data la prima Battaglia di Isie al suo arcontato.                                         |
| 668 – 667 a.C. | Autostene       | Pausania (IV.23.4) data la cattura di Eira e la fine della seconda guerra messenica al suo arcontato.        |
| 667 – 664 a.C. | Sconosciuto     | |
| 664 – 663 a.C. | Milziade        | |
| 663 – 659 a.C. | Sconosciuto     | |
| 659 – 658 a.C. | Milziade        | |
| 658 – 645 a.C. | Sconosciuto     | Pausania (VIII.39.3) data la cattura di Figaleia dagli Spartani a questo arcontato.                          |
| 645 – 644 a.C. | Dropide         | Il Marmor Parium associa Dropide con il prosperare di Terpandro il Lesbo, che sviluppò la musica della lira. |
| 644 – 639 a.C. | Sconosciuto     | |
| 639 – 638 a.C. | Damasia         | Nacque Talete                                                                                                |
| 638 – 634 a.C. | Sconosciuto     | |
| 634 – 633 a.C. | Epeneto (?)     | |
| 633 – 632 a.C. | Sconosciuto     | |
| 632 – 631 a.C. | Megacle         | Cilone cerca di diventare tiranno                                                                            |
| 631 – 624 a.C. | Sconosciuto     | |
| 624 – 623 a.C. | Aristecmo       | Secondo la Costituzione degli Ateniesi, Dracone riformò le leggi di Atene durante l'arcontato di Aristechmo. |
| 623 – 621 a.C. | Sconosciuto     | |

#### Riorganizzati
| Anno           | Arconte eponimo    | Altri eventi ufficiali o associati                                                                                                  |
| -------------- | ------------------ | --- |
| 621 – 615 a.C. | Sconosciuto        | |
| 615 – 614 a.C. | Eniochide          | |
| 614 – 605 a.C. | Sconosciuto        | |
| 605 – 604 a.C. | Aristocle          | Il Marmor Parium associa l'arcontato di Aristocle con l'inizio del regno di Aliatte II in Lidia.                                    |
| 604 – 600 a.C. | Sconosciuto        | |
| 600 – 599 a.C. | Crizia             | Il Marmor Parium data la fuga di Saffo da Lesbo alla Sicilia all'arcontato di Crizia.                                               |
| 599 – 597 a.C. | Sconosciuto        | |
| 597 – 596 a.C. | Cipselo            | |
| 596 – 595 a.C. | Telecle            | |
| 595 – 594 a.C. | Filombroto         | Comincia la prima guerra sacra. |
| 594 – 593 a.C. | Solone             | Riforma di Solone |
| 593 – 592 a.C. | Dropide            | |
| 592 – 591 a.C. | Eucrate            | |
| 591 – 590 a.C. | Simone             | |
| 590 – 589 a.C. | anarchia           | |
| 589 – 588 a.C. | Formione           | |
| 588 – 587 a.C. | Filippo            | |
| 587 – 586 a.C. | Sconosciuto        | |
| 586 – 585 a.C. | anarchia           | |
| 585 – 582 a.C. | Sconosciuto        | I Giochi pitici sono riorganizzati a Delfi.                                                                                         |
| 582 – 581 a.C. | Damasia            | Secondo la Costituzione degli Ateniesi, Damasia ricoprì l'arcontato per due anni e nove mesi prima di essere espulso.               |
| 581 – 580 a.C. | Damasia            | Demetrio Falereo sostiene che fu durante l'arcontato di Damasia che "Talete fu per la prima volta chiamato saggio".                 |
| 580 – 579 a.C. | anarchia           | Un gruppo di dieci uomini ricopre congiuntamente la carica di arconti.                                                              |
| 579 – 578 a.C. | anarchia           | |
| 578 – 577 a.C. | Sconosciuto        | |
| 577 – 576 a.C. | Archestratida      | |
| 576 – 570 a.C. | Sconosciuto        | |
| 570 – 569 a.C. | Aristomene         | |
| 569 – 566 a.C. | Sconosciuto        | |
| 566 – 565 a.C. | Ippocleide         | |
| 565 – 561 a.C. | Sconosciuto        | |
| 561 – 560 a.C. | Comea              | La Costituzione degli Ateniesi data l'usurpazione di Pisistrato come tiranno di Atene all'arcontato di Comea.                       |
| 560 – 559 a.C. | Egestrato          | Fania di Ereso data la morte di Solone all'arcontato di Egestrato.                                                                  |
| 559 – 556 a.C. | Sconosciuto        | |
| 556 – 555 a.C. | Egesia             | La Costituzione degli Ateniesi data la prima espulsione di Pisistrato all'arcontato di Egesia.                                      |
| 555 – 554 a.C. | Eutidemo           | |
| 554– 548 a.C.  | Sconosciuto        | |
| 548 – 547 a.C. | Ersicleide         | Pausania il Periegeta (X.5.13) data la distruzione con un incendio del quarto Tempio di Delfi al suo arcontato.                     |
| 547 – 546 a.C. | Tespio             | Pisistrato ritorna tiranno |
| 546 – 545 a.C. | Formione           | |
| 545 – 536 a.C. | Sconosciuto        | |
| 536 - 535 a.C. | [...]naio          | Il Marmor Parium data la prima esibizione di Tespi al mandato di questo arconte, il cui nome è danneggiato.                         |
| 535 – 533 a.C. | Sconosciuto        | |
| 533 – 532 a.C. | Tericle            | |
| 532 – 528 a.C. | Sconosciuto        | |
| 528 – 527 a.C. | Filoneo            | Ippia e Ipparco succedono a Pisistrato come tiranni.                                                                                |
| 527 – 526 a.C. | Onetore            | |
| 526 – 525 a.C. | Ippia              | |
| 525 – 524 a.C. | Clistene           | Riforma della democrazia di Clistene                                                                                                |
| 524 – 523 a.C. | Milziade           | |
| 523 – 522 a.C. | Calliade           | |
| 522 – 521 a.C. | Pisistrato         | |
| 521 – 518 a.C. | Sconosciuto        | |
| 518 – 517 a.C. | Ebrone (?)         | |
| 517 – 511 a.C. | Sconosciuto        | |
| 511 – 510 a.C. | Arpactide          | Il Marmor Parium data l'assassinio di Ipparco e l'espulsione dei Pisistratidi da Atene all'arcontato di Arpactide.                  |
| 510 – 509 a.C. | Scamandrio         | |
| 509 – 508 a.C. | Lisagora           | |
| 508 – 507 a.C. | Isagora            | Clistene si contende l'arcontato con Isagora, ma è espulso da Cleomene I di Sparta.                                                 |
| 507 – 506 a.C. | Alcmeone           | |
| 506 – 504 a.C. | Sconosciuto        | |
| 504 – 503 a.C. | Acestoride         | |
| 503 – 501 a.C. | Sconosciuto        | |
| 501 – 500 a.C. | Ermocreone         | |
| 500 – 499 a.C. | Smiro (?)          | |
| 499 – 497 a.C. | Sconosciuto        | |
| 497 – 496 a.C. | Archia             | |
| 496 – 495 a.C. | Ipparco            | |
| 495 – 494 a.C. | Filippo            | |
| 494 – 493 a.C. | Pitocrito          | |
| 493 – 492 a.C. | Temistocle         | |
| 492 – 491 a.C. | Diogneto           | |
| 491 – 490 a.C. | Ibrilide           | |
| 490 – 489 a.C. | Fenippo            | Il Marmor Parium, Plutarco e la Costituzione degli Ateniesi datano concordemente la Battaglia di Maratona all'arcontato di Fenippo. |
| 489 – 488 a.C. | Aristide il Giusto | |
| 488 – 487 a.C. | Anchise            | |
| 487 – 486 a.C. | Telesino           | La Costituzione degli Ateniesi data l'ostracismo di Megacle all'arcontato di Telesino.                                              |
| 486 – 485 a.C. | Sconosciuto        | |
| 485 – 484 a.C. | Filocrate          | |
| 484 – 483 a.C. | Leostrato          | |
| 483 – 482 a.C. | Nicodemo           | |
| 482 – 481 a.C. | Sconosciuto        | |
| 481 – 480 a.C. | Ipsichide          | È proibita ai reietti la creazione di cleruchie sul Geristo e il Scilleo Serse I di Persia invade.                                  |

### Periodo classico
| Anno           | Arconte eponimo             | Altri eventi ufficiali o rilevanti |
| -------------- | --------------------------- | --- |
| 480 – 479 a.C. | Calliade                    | Comincia la seconda guerra persiana; Battaglia di Salamina; Aristide e Temistocle sono strateghi.                                                                      |
| 479 – 478 a.C. | Santippo                    | Battaglia di Platea; Aristide è stratego. |
| 478 – 477 a.C. | Timostene                   | È fondata la Lega di Delo. |
| 477 – 476 a.C. | Adimanto                    | |
| 476 – 475 a.C. | Fedone                      | |
| 475 – 474 a.C. | Dromoclide                  | |
| 474 – 473 a.C. | Acestoride                  | |
| 473 – 472 a.C. | Menone                      | |
| 472 – 471 a.C. | Carete                      | |
| 471 – 470 a.C. | Prasiergo                   | |
| 470 – 469 a.C. | Demotione                   | |
| 469 – 468 a.C. | Apsefione                   | |
| 468 – 467 a.C. | Tegenide                    | |
| 467 – 466 a.C. | Lisistrato                  | |
| 466 – 465 a.C. | Lisania                     | |
| 465 – 464 a.C. | Lisiteo                     | Sofane è uno stratego. |
| 464 – 463 a.C. | Archedemide                 | |
| 463 – 462 a.C. | Tlepolemo                   | Cimone è uno stratego. |
| 462 – 461 a.C. | Conone                      | Secondo la Costituzione degli Ateniesi (cap. 25), Efiale riforma l'Areopago ed è assassinato.                                                                          |
| 461 – 460 a.C. | Eutippo                     | Scritto anche come Euippo. |
| 460 – 459 a.C. | Frasicle                    | |
| 459 – 458 a.C. | Filocle                     | Frinico, Diceogene e Ippodama sono strateghi. |
| 458 – 457 a.C. | Abrone                      | Così riporta Diodoro Siculo (11.79); altre autorità sostengono che l'arconte eponimo per quest'anno fosse Bione.                                                       |
| 457 – 456 a.C. | Mnesiteide                  | |
| 456 – 455 a.C. | Callia                      | |
| 455 – 454 a.C. | Sosistrato                  | |
| 454 – 453 a.C. | Aristone                    | |
| 453 – 452 a.C. | Lisicrate                   | |
| 452 – 451 a.C. | Cerefane                    | |
| 451 – 450 a.C. | Antidoto                    | Anassicrate e Cimone sono strateghi |
| 450 – 449 a.C. | Eutidemo                    | |
| 449 – 448 a.C. | Pedieo                      | Comincia la seconda guerra sacra. |
| 448 – 447 a.C. | Filisco                     | Pericle, Tolmide ed Epitele sono strategji; La pace di Callia pone fine alle guerre persiane.                                                                          |
| 447 – 446 a.C. | Timarchide                  | Comincia la costruzione del Partenone. |
| 446 – 445 a.C. | Callimaco                   | |
| 445 – 444 a.C. | Lisimachide                 | Pace tra Atene e Sparta. Comincia l'Età di Pericle. |
| 444 – 443 a.C. | Prassitele                  | Pericle è uno stratego. |
| 443 – 442 a.C. | Lisania                     | Pericle è uno stratego. |
| 442 – 441 a.C. | Difilo                      | Pericle è uno stratego. |
| 441 – 440 a.C. | Timocle                     | Pericle e Glaucone sono strateghi. |
| 440 – 439 a.C. | Morichide                   | Pericle è uno stratego. |
| 439 – 438 a.C. | Glauchino                   | Scritto anche Glauchido. Pericle è uno stratego. |
| 438 – 437 a.C. | Teodoro                     | Pericle è uno stratego. |
| 437 – 436 a.C. | Eutimene                    | Pericle è uno stratego. Comincia la costruzione dei Propilei. |
| 436 – 435 a.C. | Lisimaco                    | Così riporta Diodoro Siculo (12.33); altre autorità sostengono che l'arconte eponimo per quest'anno fosse Nausimaco. Pericle è uno stratego.                           |
| 435 – 434 a.C. | Antiochide                  | Scritto anche come Antilochido. Pericle è uno stratego. |
| 434 – 433 a.C. | Crate                       | Scritto anche come Chare. Pericle è uno stratego. |
| 433 – 432 a.C. | Apseude                     | Pericle, Lacedemone, Diotimo e Protea sono strateghi. |
| 432 – 431 a.C. | Pitodoro                    | Pericle e Callia sono strateghi. |
| 431 – 430 a.C. | Eutidemo                    | Scritto anche Euthydemos. Pericle è uno stratego. |
| 430 – 429 a.C. | Apollodoro                  | Pericle muore; Senofonte, Estiodoro, Calliade, Melesandro e Fanomaco sono strateghi.                                                                                   |
| 429 – 428 a.C. | Epaminone                   | Formio è uno stratego. |
| 428 – 427 a.C. | Diotimo                     | Demostene, Asopio, Pache, Clidippe e Lisicle sono strateghi. |
| 427 – 426 a.C. | Eucle                       | Scritto anche Eucleide. Nicia, Caroiade e Procle sono strateghi. |
| 426 – 425 a.C. | Eutino                      | Anche scritto Eutidemo. Lachete di Melanopo e Ippocrate sono strateghi.                                                                                                |
| 425 – 424 a.C. | Stratocle                   | Nicia, Eurimedone, Pitodoro e Sofocle sono strateghi. |
| 424 – 423 a.C. | Isarco                      | Demostene, Cleone, Tucidide e Ippocrate sono strateghi. |
| 423 – 422 a.C. | Aminia                      | Anche scritto Ameinia. Cleone è stratego. |
| 422 – 421 a.C. | Alceo                       | Cleone è stratego. |
| 421 – 420 a.C. | Aristione                   | Comincia la costruzione dell'Eretteo. |
| 420 – 419 a.C. | Astifilo                    | Alcibiade è stratego. |
| 419 – 418 a.C. | Archia                      | |
| 418 – 417 a.C. | Antifonte                   | Lachete e Nicostrato sono strateghi. |
| 417 – 416 a.C. | Eufemo                      | |
| 416 – 415 a.C. | Arimnesto                   | Nicia, Alcibiade e Lamaco sono strateghi. |
| 415 – 414 a.C. | Caria                       | Anche scritto Chabria. Alcibiade è uno stratego. |
| 414 – 413 a.C. | Tisandro                    | Lamaco è uno stratego. |
| 413 – 412 a.C. | Cleocrito                   | Eurimedonte, Demostene e Nicia sono strateghi. |
| 412 – 411 a.C. | Callia Scambonide           | |
| 411 – 410 a.C. | Mnasiloco (morto); Teopompo | Simicho e Aristarco sono strateghi. |
| 410 – 409 a.C. | Glaucippo                   | |
| 409 – 408 a.C. | Diocle                      | Anito è uno stratego. |
| 408 – 407 a.C. | Euctemone                   | |
| 407 – 406 a.C. | Antigene                    | Alcibiade, Adimanto e Aristocrate sono strateghi. |
| 406 – 405 a.C. | Callia Angelide             | Archestrato, Trasillo, Pericle, Lisia, Diomedonte, Aristocrate, Erasinide, Protomaco e Aristogene sono strateghi.                                                      |
| 405 – 404 a.C. | Alesia                      | Adimanto, Eucrate, Filocle, Menandro, Tideo e Cefisodoto sono strateghi.                                                                                               |
| 404 – 403 a.C. | Pitodoro                    | Sparta dà origine all'oligarchia dei Trenta tiranni; Pitodoro non è riconosciuto come arconte eponimo.                                                                 |
| 403 – 402 a.C. | Eucleide                    | I Trenta tiranni sono espulsi, è ristabilita la democrazia. È ufficialmente abolito il vecchio alfabeto attico in favore dell'alfabeto ionico di ventiquattro lettere. |
| 402 – 401 a.C. | Micone                      | Scritto anche Michione. |
| 401 – 400 a.C. | Senineto                    | Scritto anche Esineto. |
| 400 – 399 a.C. | Lachete                     | |
| 399 – 398 a.C. | Aristocrate                 | |
| 398 – 397 a.C. | Euticle                     | Scritto anche Iticle. |
| 397 – 396 a.C. | Suniade                     | |
| 396 – 395 a.C. | Formione                    | |
| 395 – 394 a.C. | Diofanto                    | |
| 394 – 393 a.C. | Ebulide                     | |
| 393 – 392 a.C. | Demostrato                  | Adimanto è uno stratego. |
| 392 – 391 a.C. | Filocle                     | |
| 391 – 390 a.C. | Nicotele                    | |
| 390 – 389 a.C. | Demostrato                  | Trasibulo ed Ergocle sono strateghi. |
| 389 – 388 a.C. | Antipatro                   | Agirrio e Panfilo sono strateghi. |
| 388 – 387 a.C. | Pirgione                    | Trasibulo e Dionisio sono strateghi. |
| 387 – 386 a.C. | Teodoto                     | |
| 386 – 385 a.C. | Mistichide                  | |
| 385 – 384 a.C. | Dessiteo                    | |
| 384– 383 a.C.  | Dieitrefe                   | Scritto anche Diotrefe |
| 383 – 382 a.C. | Fanostrato                  | |
| 382 – 381 a.C. | Evandro                     | |
| 381 – 380 a.C. | Demofilo                    | |
| 380 – 379 a.C. | Pitea                       | |
| 379 – 378 a.C. | Nicone                      | |
| 378 – 377 a.C. | Nausinico                   | |
| 377 – 376 a.C. | Callea                      | Scritto anche Callia. |
| 376 – 375 a.C. | Carisandro                  | Cedone è uno stratego. |
| 375 – 374 a.C. | Ippodamante                 | |
| 374 – 373 a.C. | Socratide                   | |
| 373 – 372 a.C. | Asteio                      | Ificrate, Callistrato, Cabria e Timoteo sono strateghi. |
| 372 – 371 a.C. | Alcistene                   | |
| 371 – 370 a.C. | Frasicleide                 | |
| 370 – 369 a.C. | Discinito                   | |
| 369 – 368 a.C. | Lisistrato                  | |
| 368 – 367 a.C. | Nausigene                   | |
| 367 – 366 a.C. | Polizelo                    | |
| 366 – 365 a.C. | Cifisodoro                  | Cabria è uno stratego. |
| 365 – 364 a.C. | Chione                      | Ificrate è uno stratego. |
| 364 – 363 a.C. | Timocrate                   | |
| 363 – 362 a.C. | Caricleide                  | Ergofilo e Callistene sono strateghi. |
| 362 – 361 a.C. | Molone                      | Leostene e Autocle sono strateghi. |
| 361 – 360 a.C. | Nicofemo                    | Timomaco è uno stratego. |
| 360 – 359 a.C. | Callimide                   | Menone, Timoteo e Cefisodoto sono strateghi. |
| 359 – 358 a.C. | Eucaristo                   | |
| 358 – 357 a.C. | Cifisodoto                  | |
| 357 – 356 a.C. | Agatocle                    | Cabria è uno stratego. |
| 356 – 355 a.C. | Elpine                      | Ificrate, Timoteo e Menesteo sono strateghi. |
| 355 – 354 a.C. | Callistrato                 | |
| 354 – 353 a.C. | Diotemo                     | |
| 353 – 352 a.C. | Tudemo                      | |
| 352 – 351 a.C. | Aristodemo                  | |
| 351 – 350 a.C. | Teello                      | Teogene è Basileus (probabilmente) |
| 350 – 349 a.C. | Apollodoro                  | |
| 349 – 348 a.C. | Callimaco                   | Egesileo è uno stratego. |
| 348 – 347 a.C. | Teofilo                     | |
| 347 – 346 a.C. | Temistocle                  | Prosseno è uno stratego. |
| 346 – 345 a.C. | Archia                      | |
| 345 – 344 a.C. | Ebulo                       | |
| 344 – 343 a.C. | Licisco                     | Focione è uno stratego. |
| 343 – 342 a.C. | Pitodoto                    | |
| 342 – 341 a.C. | Sosigene                    | |
| 341 – 340 a.C. | Nicomaco                    | |
| 340 – 339 a.C. | Teofrasto                   | Focione è uno stratego. |
| 339 – 338 a.C. | Lisimachide                 | Focione è uno stratego ed è sconfitto da Filippo II di Macedonia |
| 338 – 337 a.C. | Cheronda                    | Lisicle è uno stratego. |
| 337 – 336 a.C. | Frinico                     | |
| 336 - 335 a.C. | Pitodelo                    | Scritto anche Pitodoro. |
| 335 – 334 a.C. | Eveneto                     | |
| 334 – 333 a.C. | Ctisicle                    | |
| 333 – 332 a.C. | Nicocrate                   | |
| 332 – 331 a.C. | Nicete                      | Scritto anche Nicerato |
| 331 – 330 a.C. | Aristofane                  | |
| 330 – 329 a.C. | Aristofonte                 | |
| 329 – 328 a.C. | Cefisofonte                 | |
| 328 – 327 a.C. | Euticrito                   | |
| 327 – 326 a.C. | Egemone                     | |
| 326 – 325 a.C. | Cremete                     | |
| 325 – 324 a.C. | Anticle                     | Filocle è uno stratego. |
| 324 – 323 a.C. | Egesia                      | Scritto anche Agesia. |
| 323 – 322 a.C. | Cefisodoro                  | Scritto anche Cefisofonte. Focione e Leostene sono strateghi. |
| 322 – 321 a.C. | Filocle                     | |
| 321 – 320 a.C. | Archippo                    | |
| 320 – 319 a.C. | Neecmo                      | |
| 319 – 318 a.C. | Apollodoro                  | |
| 318 – 317 a.C. | Archippo                    | |
| 317 – 316 a.C. | Demogene                    | Demetrio Falereo è nominato Governatore dal reggente di Macedonia Cassandro I.                                                                                         |
| 316 – 315 a.C. | Democleide                  | |
| 315 – 314 a.C. | Prassibulo                  | |
| 314 – 313 a.C. | Nicodoro                    | |
| 313 – 312 a.C. | Teofrasto                   | Così riporta Diodoro Siculo (19.73); altre fonti autorevoli sostengono che l'arconte eponimo per quest'anno fosse Teodoro.                                             |
| 312 – 311 a.C. | Polemone                    | Nasce l'Impero seleucide. |
| 311 – 310 a.C. | Simonide                    | |
| 310 – 309 a.C. | Ieromnemone                 | |
| 309 – 308 a.C. | Demetrio                    | |
| 308 – 307 a.C. | Cairimo                     | Scritto anche Carino. |
| 307 – 306 a.C. | Anassicrate                 | Demetrio Falereo è espulso quando Demetrio I Poliorcete cattura la città da Cassandro.                                                                                 |
| 306 – 305 a.C. | Coroebo                     | Ha inizio la Dinastia antigonide. |
| 305 – 304 a.C. | Eusenippo                   | |
| 304 – 303 a.C. | Pericle                     | |
| 303 – 302 a.C. | Leostrato                   | |

### Periodo ellenistico
| Anno           | Arconte eponimo | Altri eventi ufficiali o rilevanti                                                                         |
| -------------- | --------------- | --- |
| 302 – 301 a.C. | Nicocle         | |
| 301 - 300 a.C. | Clearco         | |
| 300 - 299 a.C. | Egemaco         | |
| 299 - 298 a.C. | Euctemone       | |
| 298 - 297 a.C. | Mnesidemo       | |
| 297 - 296 a.C. | Antifate        | |
| 296 - 295 a.C. | Nicia           | |
| 295 - 294 a.C. | Nicostrato      | |
| 294 - 293 a.C. | Olimpiodoro     | |
| 293 - 292 a.C. | Olimpiodoro     | |
| 292 - 291 a.C. | Filippo         | |
| 291 - 290 a.C. | Carino (?)      | |
| 290 - 289 a.C. | Ambrosio (?)    | |
| 289 - 288 a.C. | Aristone (?)    | |
| 288 - 287 a.C. | Cimone          | |
| 287 - 286 a.C. | Senofonte       | |
| 286 - 285 a.C. | Diocle          | |
| 285 - 284 a.C. | Diotimo         | |
| 284 - 283 a.C. | Iseo            | |
| 283 - 282 a.C. | Eutio           | |
| 282 - 281 a.C. | Nicia           | Ha inizio la dinastia attalide.                                                                            |
| 281 - 280 a.C. | Uria            | |
| 280 - 279 a.C. | Telecle         | |
| 279 - 278 a.C. | Anassicrate     | |
| 278 - 277 a.C. | Democle         | |
| 277 - 276 a.C. | Aristonimo      | |
| 276 - 275 a.C. | Filocrate       | |
| 275 - 274 a.C. | Olbio           | |
| 274 - 273 a.C. | Eubulo          | |
| 273 - 272 a.C. | Glaucippo       | |
| 272 - 271 a.C. | Lisiteide       | |
| 271 - 270 a.C. | Pitarato        | |
| 270 - 269 a.C. | Sosistrato      | |
| 269 - 268 a.C. | Peitidemo       | Inizio della guerra cremonidea; Atene dichiara guerra al regno di Macedonia, governato da Antigono Gonata. |
| 268 - 267 a.C. | Diogeitone      | |
| 267 - 266 a.C. | Menecle         | |
| 266 - 265 a.C. | Nicia (Otrineo) | |
| 265 - 264 a.C. | Eubulo          | |
| 264 - 263 a.C. | Diogneto        | |
| 263 - 262 a.C. | Antipatro       | Atene si arrende ad Antigono Gonata durante l'arcontato di Antipatro.                                      |
| 262 - 261 a.C. | Arreneide       | Antigono Gonata impone un nuovo regime ad Atene.                                                           |
| 261 - 260 a.C. | [...]sino       | |
| 260 - 259 a.C. | Filostrato      | |
| 259 - 258 a.C. | Filino          | |
| 258 - 257 a.C. | Antifonte       | |
| 257 - 256 a.C. | Timocare        | |
| 256 - 255 a.C. | Antimaco        | |
| 255 - 254 a.C. | Cleomaco        | |
| 254 - 253 a.C. | Fanostrato      | |
| 253 - 252 a.C. | Feidostrato     | |
| 252 - 251 a.C. | Callimede       | |
| 251 - 250 a.C. | Tersiloco       | |
| 250 - 249 a.C. | Polieucto       | |
| 249 - 248 a.C. | Ierone          | |
| 248 - 247 a.C. | Diomedone       | |
| 247 - 246 a.C. | Teofemo         | |
| 246 - 245 a.C. | Filoneo         | |
| 245 - 244 a.C. | Cidenore        | |
| 244 - 243 a.C. | Lisiade         | |
| 243 - 242 a.C. | Euricleide      | |
| 242 - 241 a.C. | Fanomaco        | |
| 241 - 240 a.C. | Liceo           | |
| 240 - 239 a.C. | Polistrato      | |
| 239 - 238 a.C. | Atendoro        | |
| 238 - 237 a.C. | Lisia           | |
| 237 - 236 a.C. | Aldibiade       | |
| 236 - 235 a.C. | Cimone          | |
| 235 - 234 a.C. | Ecfanto         | |
| 234 - 233 a.C. | Lisania         | |
| 233 - 232 a.C. | Sconosciuto     | |
| 232 - 231 a.C. | Mneseide (?)    | |
| 231 - 230 a.C. | Giasone (?)     | |
| 230 - 228 a.C. | Sconosciuto     | |
| 228 - 227 a.C. | Eliodoro        | |
| 227 - 226 a.C. | Leocare         | |
| 226 - 225 a.C. | Teofilo         | |
| 225 - 224 a.C. | Ergocare        | |
| 224 - 223 a.C. | Nicete          | |
| 223 - 222 a.C. | Antifilo        | |
| 222 - 221 a.C. | Eusseno         | |
| 221 - 220 a.C. | Sconosciuto     | |
| 220 - 219 a.C. | Trasifone       | |
| 219 - 218 a.C. | Menecrate       | |
| 218 - 217 a.C. | Cerefone        | |
| 217 - 216 a.C. | Callimaco       | |
| 216 - 215 a.C. | Sconosciuto     | |
| 215 - 214 a.C. | Agna            | |
| 214 - 213 a.C. | Diocle          | Comincia la prima guerra macedonica (214 a.C.).                                                            |
| 213 - 212 a.C. | Eufileto        | |
| 212 - 211 a.C. | Eracleito       | |
| 211 - 210 a.C. | Archelao        | |
| 210 - 209 a.C. | Escrone         | |
| 209 - 208 a.C. | Sconosciuto     | |
| 208 - 207 a.C. | Sconosciuto     | |
| 207 - 206 a.C. | Callistrato     | |
| 206 - 205 a.C. | Pantiade        | |
| 205 - 204 a.C. | Diodoto         | |
| 204 - 203 a.C. | Apollodoro      | |
| 203 - 202 a.C. | Prossenide      | |
| 202 - 201 a.C. | Dionisio        | |
| 201 - 200 a.C. | Isocrate        | |
| 200 - 199 a.C. | Nicofone        | |
| 199 - 198 a.C. | [...]ppo        | |
| 198 - 197 a.C. | Sconosciuto     | |
| 197 - 196 a.C. | Ancilo          | |
| 196 - 195 a.C. | Plistaino       | |
| 195 - 194 a.C. | Sconosciuto     | |
| 194 - 193 a.C. | Dionisio        | |
| 193 - 192 a.C. | Panarchide      | |
| 192 - 191 a.C. | Diodoto         | |
| 191 - 190 a.C. | Timoco          | |
| 190 - 189 a.C. | Demetrio        | |
| 189 - 188 a.C. | Euticrito       | |
| 188 - 187 a.C. | Simmaco         | |
| 187 - 186 a.C. | Teosseno        | |
| 186 - 185 a.C. | Zopiro          | |
| 185 - 184 a.C. | Eupolemo        | |
| 184 - 183 a.C. | Caricle         | |
| 183 - 182 a.C. | Ermogene        | |
| 182 - 181 a.C. | Timesianatte    | |
| 181 - 180 a.C. | Ippia           | |
| 180 - 179 a.C. | Dionisio        | |
| 179 - 178 a.C. | Menedemo        | |
| 178 - 177 a.C. | Filone          | |
| 177 - 176 a.C. | [...]ppo        | |
| 176 - 175 a.C. | Ippaco          | |
| 175 - 174 a.C. | Sonico          | |
| 174 - 173 a.C. | Alessandro      | |
| 173 - 172 a.C. | Alessi          | |
| 172 - 171 a.C. | Sosigene        | |
| 171 - 170 a.C. | Antigene        | |
| 170 - 169 a.C. | Afrodisio       | |
| 169 - 168 a.C. | Eunico          | |
| 168 - 167 a.C. | Senocle         | |
| 167 - 166 a.C. | Nicostene       | |
| 166 - 165 a.C. | Acheo (?)       | |
| 165 - 164 a.C. | Pelope          | |
| 164 - 163 a.C. | Evergete        | |
| 163 - 162 a.C. | Erasto          | |
| 162 - 161 a.C. | Poseidonio      | |
| 161 - 160 a.C. | Aristola        | |
| 160 - 159 a.C. | Ticandro        | |
| 159 - 158 a.C. | Aristaimo       | |
| 158 - 157 a.C. | Aristecmo       | |
| 157 - 156 a.C. | Antesterio      | |
| 156 - 155 a.C. | Callistrato     | |
| 155 - 154 a.C. | Mnesteo         | |
| 154 - 153 a.C. | Sconosciuto     | |
| 153 - 152 a.C. | Fedria          | |
| 152 - 151 a.C. | Andrea (?)      | |
| 151 - 150 a.C. | Zeleuco (?)     | |
| 150 - 149 a.C. | Speusippo (?)   | Comincia la quarta guerra macedonica (150 a.C.).                                                           |
| 149 - 148 a.C. | Lisiade (?)     | |
| 148 - 147 a.C. | Archon          | |
| 147 - 146 a.C. | Epicrate        | La Repubblica romana prende il controllo della Grecia.                                                     |

### Periodo romano
| Anno                | Arconte eponimo                           | Altri eventi ufficiali o notevoli                                                                                        |
| ------------------- | ----------------------------------------- | --- |
| 146 - 145 a.C.      | Aristofanto (?)                           | |
| 145 - 144 a.C.      | Metrofane (?)                             | |
| 144 - 143 a.C.      | Teiteto                                   | |
| 143 - 142 a.C.      | Aristofone                                | |
| 142 - 141 a.C.      | Micione (?)                               | |
| 141 - 140 a.C.      | Dionisio                                  | |
| 140 - 139 a.C.      | Agnoteo                                   | |
| 139 - 138 a.C.      | Diocle                                    | |
| 138 - 137 a.C.      | Timarco                                   | |
| 137 - 136 a.C.      | Eracleito                                 | |
| 136 - 135 a.C.      | Timarchide                                | |
| 135 - 134 a.C.      | Dionisio                                  | |
| 134 - 133 a.C.      | Nicomaco                                  | |
| 133 - 132 a.C.      | Senone                                    | |
| 132 - 131 a.C.      | Ergocle                                   | |
| 131 - 130 a.C.      | Epicle                                    | |
| 130 - 129 a.C.      | Demostrato                                | |
| 129 - 128 a.C.      | Licisco                                   | |
| 128 - 127 a.C.      | Dionisio                                  | |
| 127 - 126 a.C.      | Teodoride                                 | |
| 126 - 125 a.C.      | Diotimo                                   | |
| 125 - 124 a.C.      | Giasone                                   | |
| 124 - 123 a.C.      | Nicia (morto); Isigene                    | |
| 123 - 122 a.C.      | Demetrio                                  | |
| 122 - 121 a.C.      | Nicodemo                                  | |
| 121 - 120 a.C.      | Focione (?)                               | |
| 120 - 119 a.C.      | Eumaco                                    | |
| 119 - 118 a.C.      | Ipparco                                   | |
| 118 - 117 a.C.      | Leneo                                     | |
| 117 - 116 a.C.      | Menoite                                   | |
| 116 - 115 a.C.      | Sarapione                                 | |
| 115 - 114 a.C.      | Nausia                                    | |
| 114 - 113 a.C.      | [...]ratone                               | |
| 113 - 112 a.C.      | Paramono                                  | |
| 112 - 111 a.C.      | Dionisio                                  | |
| 111 - 110 a.C.      | Sosicrate                                 | |
| 110 - 109 a.C.      | Policlito                                 | |
| 109 - 108 a.C.      | Giasone                                   | |
| 108 - 107 a.C.      | Democare                                  | |
| 107 - 106 a.C.      | Aristarco                                 | |
| 106 - 105 a.C.      | Agatocle                                  | |
| 105 - 104 a.C.      | Andronide (?)                             | |
| 104 - 103 a.C.      | Eracleide                                 | |
| 103 - 102 a.C.      | Teocle                                    | |
| 102 - 101 a.C.      | Echecrate                                 | |
| 101 - 100 a.C.      | Medeio                                    | |
| 100 - 99 a.C.       | Teodosio                                  | |
| 99 - 98 a.C.        | Procle                                    | |
| 98 - 97 a.C.        | Argeio                                    | |
| 97 - 96 a.C.        | Eraclito                                  | |
| 96 - 95 a.C.        | [...]cratone                              | |
| 95 - 94 a.C.        | Teodoto                                   | |
| 94 - 93 a.C.        | Callia                                    | |
| 93 - 92 a.C.        | Critone                                   | |
| 92 - 91 a.C.        | Menedemo                                  | |
| 91 - 90 a.C.        | Medeio                                    | |
| 90 - 89 a.C.        | Medeio                                    | |
| 89 - 88 a.C.        | Medeio                                    | |
| 88 - 87 a.C.        | anarchia                                  | |
| 87 - 86 a.C.        | Filante                                   | La Repubblica romana si annette Atene.                                                                                   |
| 86 - 85 a.C.        | Ierofante                                 | |
| 85 - 84 a.C.        | Pitocrito                                 | |
| 84 - 83 a.C.        | Niceta                                    | Atene è catturata dalle truppe romane di Lucio Cornelio Silla.                                                           |
| 83 - 82 a.C.        | Pammene                                   | |
| 82 - 81 a.C.        | Demetrio                                  | |
| 81 - 80 a.C.        | Ar[...]                                   | |
| 80 - 79 a.C.        | Apollodoro                                | |
| 79 - 78 a.C.        | Sconosciuto                               | |
| 78 - 77 a.C.        | Escreo                                    | |
| 77 - 76 a.C.        | Seleuco                                   | |
| 76 - 75 a.C.        | Eracleodoro                               | |
| 75 - 74 a.C.        | Eschine                                   | |
| 74 - 73 a.C.        | Sconosciuto                               | |
| 73 - 72 a.C.        | Nicete (?)                                | |
| 72 - 71 a.C.        | Sconosciuto                               | |
| 71 - 70 a.C.        | Aristosseno (?)                           | |
| 70 - 69 a.C.        | Critone (?)                               | |
| 69 - 67 a.C.        | Sconosciuto                               | |
| 67 - 66 a.C.        | Teosseno (?)                              | |
| 66 - 65 a.C.        | Medeio (?)                                | |
| 65 - 64 a.C.        | Sconosciuto                               | |
| 64 - 63 a.C.        | Enofilo                                   | |
| 63 - 62 a.C.        | [...]io                                   | |
| 62 - 61 a.C.        | Aristeio                                  | |
| 61 - 60 a.C.        | Teofemo                                   | |
| 60 - 59 a.C.        | Erode                                     | |
| 59 - 58 a.C.        | Leucio                                    | |
| 58 - 57 a.C.        | Callifone                                 | |
| 57 - 56 a.C.        | Diocle                                    | |
| 56 - 55 a.C.        | Cointo                                    | |
| 55 - 54 a.C.        | Aristosseno                               | |
| 54 - 53 a.C.        | Zenone                                    | |
| 53 - 52 a.C.        | Diodoro                                   | |
| 52 - 51 a.C.        | Lisandro                                  | |
| 51 - 50 a.C.        | Lisiade                                   | |
| 50 - 49 a.C.        | Demetrio                                  | |
| 49 - 48 a.C.        | Democare                                  | |
| 48 - 47 a.C.        | Filocrate                                 | |
| 47 - 46 a.C.        | Diocle                                    | |
| 46 - 45 a.C.        | Apolessi                                  | |
| 45 - 44 a.C.        | Eucle (?)                                 | |
| 44 - 43 a.C.        | Policarmo                                 | |
| 43 - 42 a.C.        | Diocle                                    | |
| 42 - 41 a.C.        | Eutidomo                                  | |
| 41 - 40 a.C.        | Nicandro                                  | |
| 40 - 39 a.C.        | Filostrato                                | |
| 39 - 38 a.C.        | Diocle (?)                                | |
| 38 - 37 a.C.        | Menandro                                  | |
| 37 - 36 a.C.        | Callicratide (?)                          | |
| 36 - 35 a.C.        | Teopite (?)                               | |
| 35 - 34 a.C.        | Sconosciuto                               | |
| 34 - 33 a.C.        | Apollogene (?)                            | |
| 33 - 32 a.C.        | Sconosciuto                               | |
| 32 - 31 a.C.        | Clidamo (?)                               | |
| 31 - 30 a.C.        | Sconosciuto                               | |
| 30 - 29 a.C.        | Architemo                                 | |
| 29 - 26 a.C.        | Sconosciuto                               | |
| 26 - 25 a.C.        | Diotimo                                   | |
| 25 - 21 a.C.        | Sconosciuto                               | |
| 21 a.C. - 20 a.C.   | Apolessi                                  | |
| 20 - 19 a.C.        | Demea                                     | |
| 19 - 17 a.C.        | Sconosciuto                               | |
| 17 - 16 a.C.        | E[...]                                    | |
| 16 - 15 a.C.        | Pitagora                                  | |
| 15 - 14 a.C.        | Antioco                                   | |
| 14 - 13 a.C.        | Polieno                                   | |
| 13 - 12 a.C.        | Zenone                                    | |
| 12 - 11 a.C.        | Leonida                                   | |
| 11 - 10 a.C.        | Teofilo                                   | |
| 10 - 9 a.C.         | Nicia                                     | |
| 9 - 8 a.C.          | Senone                                    | |
| 8 - 7 a.C.          | Apolessi di Oiso                          | |
| 7 - 6 a.C.          | Sconosciuto                               | |
| 6 - 5 a.C.          | Nicostrato                                | |
| 5 - 4 a.C.          | Coti                                      | |
| 4 - 3 a.C.          | Anassagora                                | |
| 3 - 2 a.C.          | Democare                                  | |
| 2 - 1 a.C.          | Policarmo                                 | |
| 1 a.C. – 1          | Lacone                                    | |
| 1 - 2               | Democrate                                 | |
| 2 - 3               | [...] Sunieo                              | |
| 3 - 4               | [...] Sfettio                             | |
| 4 - 5               | [...]one                                  | |
| 5 - 23              | Sconosciuto                               | |
| 23 - 24             | M[...]                                    | |
| 24 - 25             | Carm[...]                                 | |
| 25 - 26             | Callicr[...]                              | |
| 26 - 27             | Panfilo                                   | Ha inizio la dinastia giulio-claudia.                                                                                    |
| 27 - 28             | Temistocle                                | |
| 28 - 29             | Enofilo                                   | |
| 29 - 30             | Boeto                                     | |
| 30 - 31             | [...]tro                                  | |
| 31 - 36             | Sconosciuto                               | |
| 36 - 37             | Basileus Remetalce Ne(otero)              | Più tardi re del Regno degli Odrisi.                                                                                     |
| 37 - 38             | Arist[...] (?)                            | |
| 38 - 39             | Policrito (?)                             | |
| 39 - 40             | Zen[one] (?)                              | |
| 40 - 41             | [...]uio Leo[...]                         | |
| 41 - 45             | Sconosciuto                               | |
| 45 - 46             | Antipatro                                 | |
| 46 - 49             | Sconosciuto                               | |
| 49 - 50             | Deinofilo                                 | |
| 50 - 54             | Sconosciuto                               | |
| 53 - 54             | Dionisodoro                               | |
| 54 - 56             | Sconosciuto                               | |
| 56 - 57             | Conone                                    | |
| 57 - 61             | Sconosciuto                               | |
| 61 - 62             | Trasillo                                  | |
| 62 - 65             | Sconosciuto                               | |
| 64 - 65             | C. Carrino Gaio Filio Secondo             | |
| 65 - 66             | Demostrato                                | |
| 66 - 74             | Sconosciuto                               | |
| 74 - 75             | Gaio Giulio Antioco Epifane Filopappo (?) | Nipote dell'ultimo re del Regno di Commagene                                                                             |
| 75 - 79             | Sconosciuto                               | |
| c. 80               | Lucio                                     | |
| 81 - 83             | Sconosciuto                               | |
| 83 - 84             | anarchia                                  | |
| 84 - 85             | Sconosciuto                               | |
| 85 - 86             | Tito Flavio Domiziano                     | Imperatore romano |
| 86 - 92             | Sconosciuto                               | |
| 92 - 93             | Q. Trebellio Rufo                         | Anche alto sacerdote del culto imperiale per la Gallia Narbonense secondo quanto riporta un'iscrizione trovata a Tolosa. |
| 93 - 96             | Sconosciuto                               | |
| 96 - 97             | Filopappo e Laiciano                      | |
| 97 - 112            | Sconosciuto                               | |
| 112 - 113           | Publio Elio Traiano Adriano               | In seguito Imperatore romano (117-138)                                                                                   |
| 113 - 114           | Ottavio Teo                               | |
| 114 - 115           | Ottavio Proclo                            | |
| 115 - 116           | Pantaino                                  | |
| 116 - 117           | Flauio Macreino                           | |
| 117 - 118           | T. Coponio                                | |
| 118 - 119           | Lucio Vibullio Ipparco                    | |
| 119 - 120           | Flavio Stratolao                          | |
| 120 - 121           | Cl. Demofilo                              | |
| 121 - 122           | Flavio Sofocle                            | |
| 122 - 123           | T. Fl. Alcibiade                          | |
| 123 - 124           | Cassio Diogene                            | |
| 124 - 125           | Fl. Eufane                                | |
| 125 - 126           | G. Iulio Cassio                           | |
| 126 - 127           | Claudio Erode Maratonio                   | Cognato di Vibullio Ipparco, arconte nel 118/9.                                                                          |
| 127 - 128           | Memmio [...]ro                            | |
| 128 - 131           | Sconosciuto                               | |
| 131 - 132           | Cl. Filogene                              | |
| 132 - 138           | Sconosciuto                               | |
| 138 - 139           | Prassagora                                | |
| 139 - 140           | Fl. Alcibiade                             | |
| 140 - 141           | Tib. Cl. Attalo                           | |
| 141 - 142           | Po. Elio Filea                            | |
| 142 - 143           | Po. Elio Alessandro                       | |
| 143 - 144           | Publio Elio Vibullio Rufo                 | Nipote di Erode Attico, arconte nel 126/7.                                                                               |
| 144 - 145           | Sconosciuto                               | |
| 145 - 146           | Flavio Arriano Paianieo                   | |
| 146 - 147           | Ti. [...]                                 | |
| 147 - 148           | Silla                                     | |
| 148 - 149           | Sconosciuto                               | |
| 150 - 151           | Elio Ardi                                 | |
| 151 - 154           | Sconosciuto                               | |
| 154 - 155           | Prassagora                                | |
| 155 - 156           | Popillio Teotimo                          | |
| 156 - 157           | Elio Callicrate                           | |
| 157 - 158           | Sconosciuto                               | |
| 158 - 159           | Ti. Aur. Filemone Filade                  | |
| 159 - 160           | Elio Alessandro                           | |
| 160 - 161           | P. Elio Ellene e Pl[...]                  | |
| 161 - 162           | Memmio Epi Bomo                           | |
| 162 - 163           | Elio Gelo                                 | |
| 163 - 164           | Filisteide                                | |
| 164 - 165           | Sconosciuto                               | |
| 165 - 166           | Sesto                                     | |
| 166 - 167           | Marco Valerio Mamertino Maratonio         | |
| 167 - 168           | anarchia                                  | |
| 168 - 169           | Tineio Pontico Besaieo                    | |
| 169 - 170           | anarchia                                  | |
| 170 - 171           | Tiberio Memmio Flacco Maratonio           | |
| 171 - 172           | anarchia                                  | |
| 172 - 173           | Lucio Gellio Senagora                     | |
| 173 - 174           | Biesio Peisone                            | |
| 174 - 175           | Flavio Arpaliano                          | |
| 175 - 176           | Ar. Epafrodito                            | |
| 176 - 177           | Claudio Eracleide                         | |
| 177 - 178           | Eschine (?)                               | |
| 178 - 179           | Egia (?)                                  | |
| 179 - 180           | Atenodoro Agrippa Iteaio (?)              | |
| 180 - 181           | Claudio Demostrato                        | |
| 181 - 182           | Sconosciuto                               | |
| 182 - 183           | Marco Munazio Massimiano Vopisco          | |
| 183 - 184           | Domizio Aristaio Paionide                 | |
| 184 - 185           | Tito Flavio Sosigene Palleneo             | |
| 185 - 186           | Filoteimo Arcesidemo Eleusio              | |
| 186 - 187           | Gaio Fabio Tisbiano Maratonio             | |
| 187 - 188           | Tiberio Claudio Bradua Attico             | Figlio di Erode Attico, arconte nel 126/7.                                                                               |
| 188 - 189           | Lucio Elio Aurelio Commodo Antonino       | Imperatore romano |
| 189 - 190           | Menogene                                  | |
| 190 - 191           | Gaio Peinario Proclo Agnusio              | |
| 191 - 192           | Tib. Claudio Bradua Attico                | |
| 192 - 193           | Gaio Elvidio Secondo                      | |
| 193 - 194           | Claudio Daduco                            | |
| 194 - 195           | Aur. Filisteide                           | |
| 195 - 196           | Coint[...]                                | |
| 196 - 197           | Flavio Stratone                           | |
| 197 - 198           | Senocle (?)                               | |
| 198 - 199           | T. Fl. Sosigene Palleneo (?)              | |
| 199 - 200           | Dionisodoro Eucarpone (?)                 | |
| 200 - 201           | Fl. Eiaccagogo Agruleo (?)                | |
| 201 - 202           | Agatocle (?)                              | |
| 202 - 203           | [...]mo                                   | |
| 203 - 204           | Aurolio Dem[...] (?)                      | |
| 204 - 205           | Domizio Aristeo Paionide (?)              | |
| 205 - 206           | Gaio Quinto Imerto Maratonio              | |
| 206 - 207           | Anarchia                                  | |
| 207 - 208           | Gaio Castio Apollonio Streirco            | |
| 208 - 209           | Fav. Daduco Maratonio                     | |
| 209 - 210           | Flavio Diogene Maratonio                  | |
| 210 - 211           | Pompeio Alessandro (?)                    | |
| 211 - 212           | Claudio Foca Maratonio (?)                | |
| 212 - 213           | Aurelio Dionisio Acarneo                  | |
| 213 - 220           | Sconosciuto                               | |
| 220 - 221           | Filino                                    | |
| 221 - 222           | Domezio Arabiano Maratonio                | |
| 222 - 223           | Gaio Quinto Cleone Maratonio              | |
| 223 - 224           | Iereo An[...]                             | |
| 224 - 225           | Tiberio Claudio Patroclo                  | |
| 225 - 226           | Le. Dionisodoro                           | |
| 226 - 227           | Munazio Temisone                          | |
| 227 - 228           | G. Pinario Basso                          | |
| 228 - 229           | [Marato]nio Ne(otero)                     | |
| 229 - 230           | M. Ulpio Eubiota Leuro                    | |
| 230 -231            | Mar. Aur. Callifrone e Pronteino          | |
| 231 - 232           | Casiano                                   | |
| 232 - 233           | Sconosciuto                               | |
| 233 - 234           | Cl. Tere                                  | |
| 234 - 235           | Epicteto                                  | |
| 235 - 238           | Sconosciuto                               | |
| 238 - 239           | Casiano Ieroceris                         | |
| 239 - 240           | Fl. Asclepiade                            | |
| 240 - 241           | Cassiano Filippo Steirieo                 | |
| 241 - 244           | Sconosciuto                               | |
| 244 - 245           | Aur. Laudiciano                           | |
| 245 - 249           | Sconosciuto                               | |
| 249 - 250           | Publio Erennio Desippo                    | Anche arconte re? |
| 251 - 252           | Corneliano                                | |
| 252 - 262           | Sconosciuto                               | |
| 262 - 263           | L. Fla. Filostrato                        | |
| 263 - 264           | Sconosciuto                               | |
| 264 - 265           | Publio Licinio Egnazio Gallieno           | Imperatore romano |
| c. 275              | Tit. Fl. Mondone                          | |
| Tra il 300 e il 350 | Egeia                                     | |
| Fine del IV secolo  | Fedro                                     | |
| 386 - 387           | Ermogene                                  | |
| Tra il 425 e il 450 | Teagene                                   | |
| 484 - 485           | Nicagora                                  | |